# Bundesstraße 192
Die Bundesstraße 192 (Abkürzung: B 192) ist eine etwa 160 Kilometer lange Bundesstraße in Mecklenburg. Sie beginnt in Zurow bei Wismar an der Anschlussstelle der A 20 und endet in Neubrandenburg.

## Verlauf
Auf der Strecke von Karow über Waren (Müritz) nach Neubrandenburg führt die B 192 durch die Mecklenburgische Seenplatte. Ein etwa vier Kilometer langes Teilstück verläuft als Ortsumgehung von Malchow auf der Bundesautobahn 19 zwischen den Anschlussstellen Malchow und Waren (Müritz). Vom Kloster Malchow bis nach Sietow ist die B 192 Teil der Deutschen Alleenstraße.
Aufgrund des hohen Verkehrsaufkommens in der Ferienzeit und auch für einen reibungsloseren Transport von großen Schiffspropellern der Mecklenburger Metallguss aus Waren ist ein Ausbau geplant. Konkret soll die Fahrbahn zwischen Waren und der Anschlussstelle Malchow zur Autobahn um eine weitere Spur verbreitert werden. Dafür sowie auch für den Schiffspropellertransport wurden bereits 2006 Teile der Alleen-Bepflanzung abgeholzt.

## Geschichte
Im Jahre 1848 entstand die Chaussee von Karow nach Malchow. Die „Kunststraße“ von Neubrandenburg über Penzlin nach Waren wurde 1849 fertiggestellt. Um 1937 wurde diese Straße zur Reichsstraße 192. Damals begann sie bei Kritzowburg an der Reichsstraße 105.

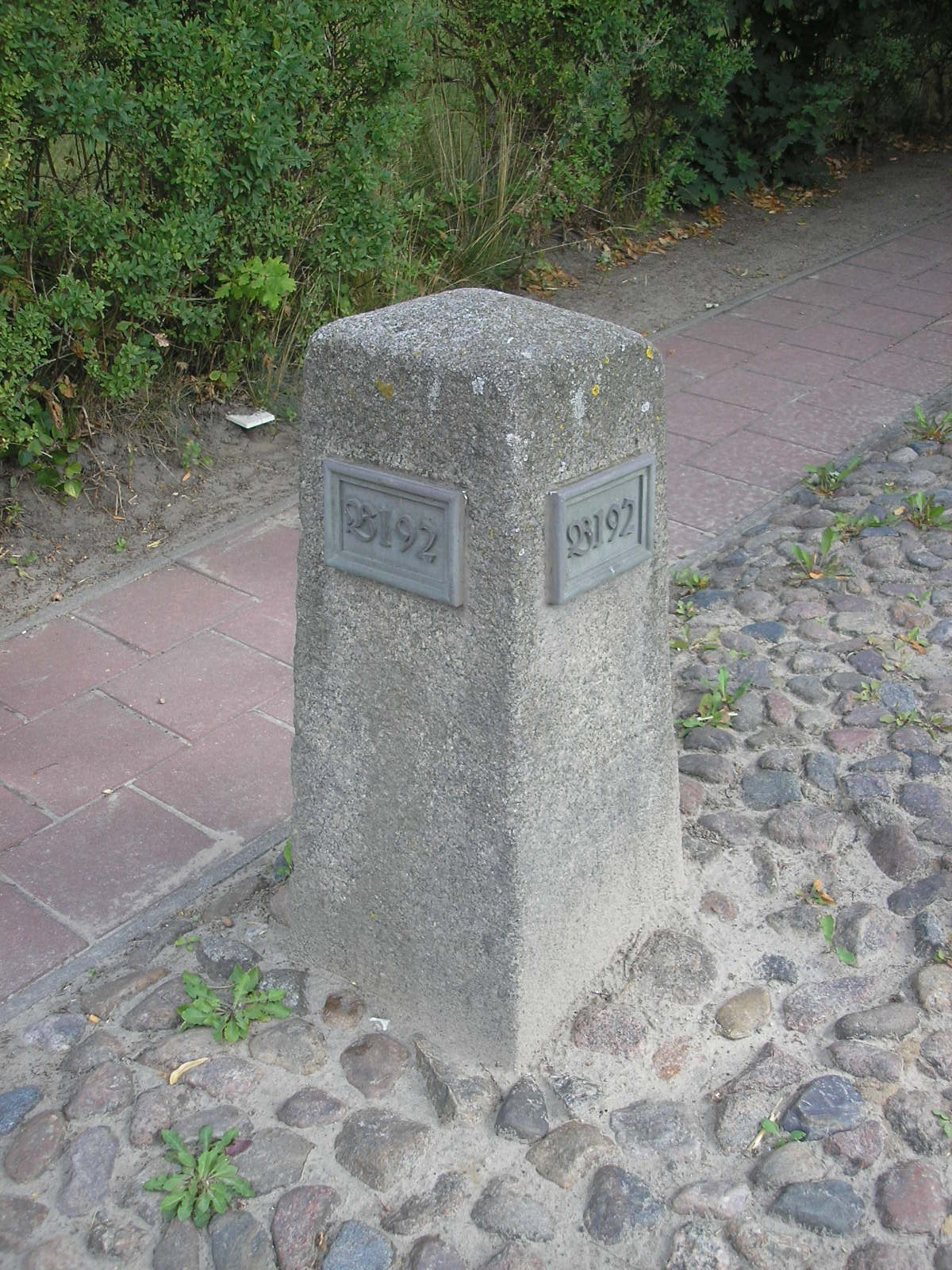
Streckenstein in Goldberg
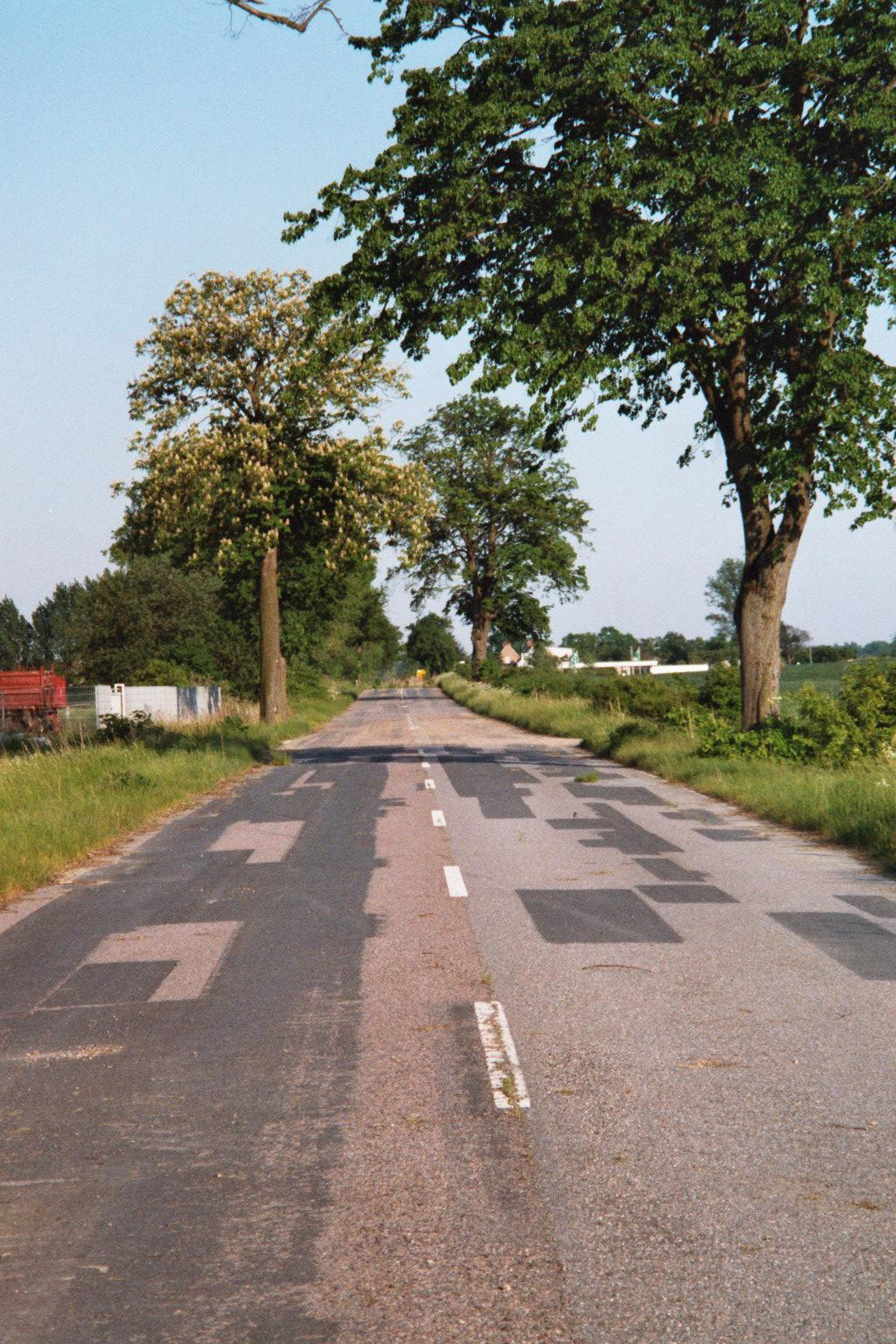
Rest in Penzlin
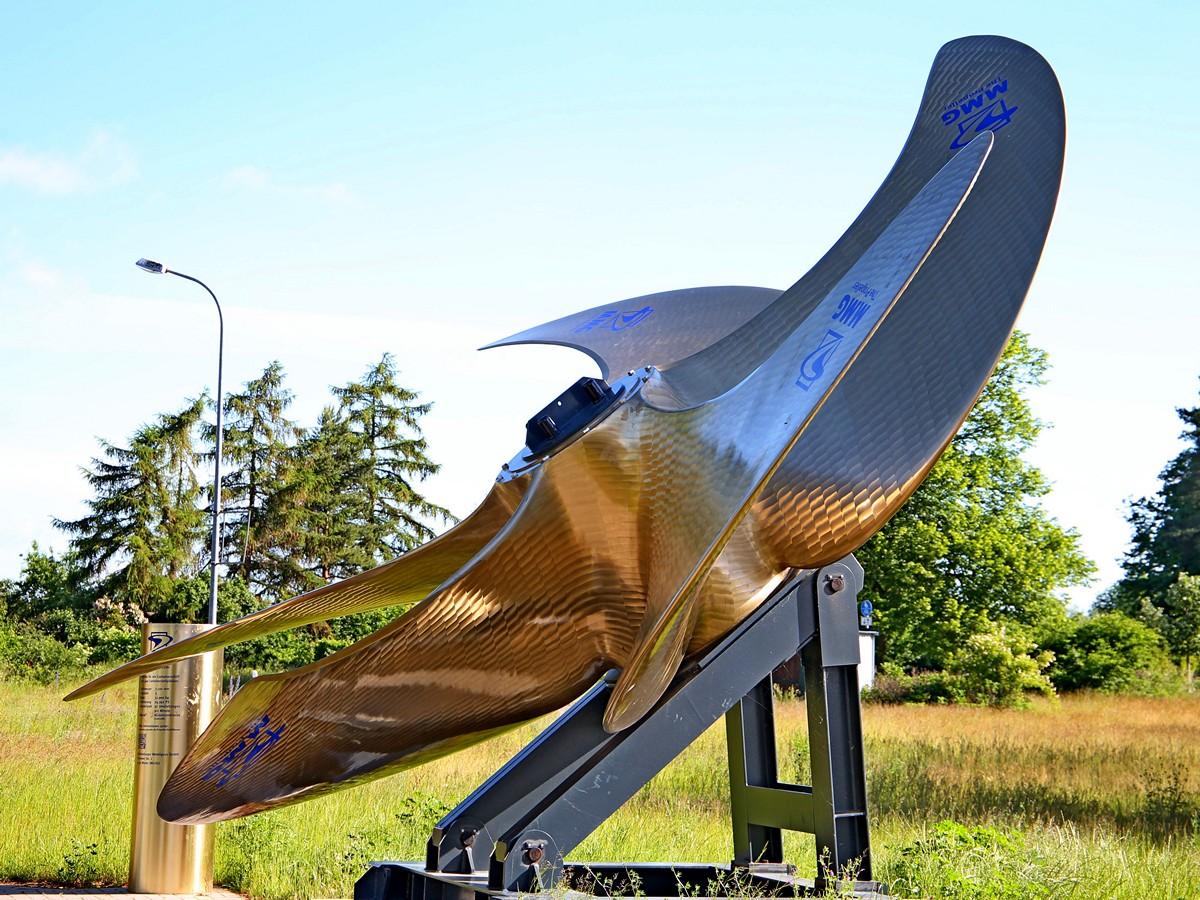
MMG-Propeller vor Waren (Müritz)